# 國立屏東高級中學校友列表
以下收錄畢業自國立屏東高級中學之著名校友。

## 學術
- 鄧啟福：前國立交通大學校長
- 朱樹勳：前亞東紀念醫院院長
- 徐正光：台灣社會學、民族學、文化人類學研究者
- 洪啟仁：新光醫院創院暨榮譽院長。
- 魏福全：顯微重建整形外科專家，現為臺北長庚紀念醫院顯微重建整形外科醫師及中央研究院院士。
- 陳景川：食品營養學者、食品安全檢驗專家。台灣大學農業化學系學士、美國南達科塔州立大學化學系碩士、美國康乃爾大學食品科技學系博士。現任美和科技大學校長。
- 鄭國順：台灣數學家、教育工作者，前國立中正大學、吳鳳技術學院(今吳鳳科技大學)教授兼校長。1968年在國立臺灣大學物理學系得學士學位後到美國留學，在紐約州立大學石溪分校得到博士學位，博士指導教授是楊振寧。學成後回台，在新竹市國立交通大學教書，1977年升正教授，1980年創辦交通大學應用數學研究所。
- 古源光：現任國立屏東大學校長。美國康乃爾大學食品科學研究所博士
- 林宗宏：國立清華大學生物醫學工程研究所副教授。

## 政治
- 張豐緒：中華民國第14任內政部部長
- 邱連輝：前民進黨籍立法委員
- 蘇貞昌：前行政院院長。曾任總統府秘書長、民主進步黨主席、臺北縣長、屏東縣長。
- 伍錦霖：前中華民國考試院院長
- 簡太郎：曾任馬英九政府內政部常務次長、內政部政務次長、行政院政務副秘書長、行政院政務委員，行政院秘書長。
- 蘇嘉全：前立法院院長、前總統府秘書長。
- 蘇震清：現任中華民國立法委員。
- 邵玉銘：中華民國學者及政治人物，曾任行政院新聞局局長、中國國民黨副秘書長、外交部北美事務協調委員會主任委員、公視董事長、華視董事長等職務。
- 楊仁壽：中華民國法學家，曾任司法院大法官與最高法院院長。
- 洪慶麟：前立法委員。
- 鍾佳濱：現任中華民國立法委員。
- 李世斌：現任中華民國屏東縣議員。
- 陳吉仲：現任中華民國農業部部長，曾任農業委員會主任委員、副主任委員。

## 軍事
- 李傑：中華民國第24任國防部部長

## 商業
- 張明正：世界知名防毒軟體公司「趨勢科技」的創始人。
- 李冠毅：高雄知名三民周豆漿攤（老周）董事長兼行政總監。

## 藝術及音樂
- 梁修身：知名演員，導演。
- 王日昇：本名為王詞修，為臺灣知名歌手、廣播DJ與舞臺劇演員。
- 江孟芝：美術班畢業，現為旅美設計師，獲德國紅點視覺傳達設計大獎、美國 IDA 國際設計獎、Google Chrome 創新實驗網站與英國流明獎等，為目前最年輕傑出校友。
- 潘枝鴻：知名畫家。
- 施鴻仁：本名施鴻仁，為國立嘉義大學歌唱選手，於系內歌唱比賽以「追風135」的藝名奪得冠軍。
- Hush：歌手。

## 體育
- 簡明富：SBL職業籃球員。
- 李學林：台灣知名職業籃球員，曾獲得中國CBA總冠軍賽MVP，為首位台灣球員有此殊榮者。
- 潘忠韋：台灣職業棒球選手，2006年中華職棒一壘手最佳十人獎、金手套獎得主。
- 徐余偉：台灣職業棒球選手，2007年中華職棒最佳進步獎得主。
- 倪福德：台灣職業棒球選手，2008年中華職棒三振王得主，2009年轉往美國職棒大聯盟，也是第六位登上美國職棒大聯盟的台灣選手。
- 詹智堯：台灣職業棒球選手，2009、2012～2015年中華職棒外野手金手套獎得主、2012年中華職棒最佳進步獎得主。
- 王溢正：台灣職業棒球選手。
- 李振昌：台灣職業棒球選手。第九位登上美國職棒大聯盟的台灣選手。
- 張立群：緯來電視網知名體育主播
- 張智峰：台灣知名職業籃球員，曾獲得SBL年度MVP和總冠軍賽MVP。
- 陳昱瑞：台灣職業籃球員第16屆SBL選秀狀元。
- 陳韻文：台灣知名職業棒球員，守備位置為投手，2019～2021年中華職棒救援王。
- 吳俊偉：台灣知名職業棒球員，守備位置為投手，2020、2021年中華職棒中繼王。